# Gouvernement de la république du Congo
Le gouvernement de la république du Congo est nommé par le président de la République, sur proposition du Premier ministre. Ce dernier est le chef du gouvernement.
L'actuel gouvernement est celui d'Anatole Collinet Makosso, en place depuis le 15 mai 2021.

## Historique

### Présidence de Pascal Lissouba (1992-1997)
- Gouvernement Charles David Ganao (2 septembre 1996 - 8 septembre 1997)
- Gouvernement Bernard Kolélas (13 septembre 1997 - 15 octobre 1997)

### Présidence de Denis Sassou-Nguesso (depuis 1997)
- Gouvernement d'union nationale et de salut public (2 novembre 1997 - 9 août 2002)[1],[2]
- Gouvernement Sassou-Nguesso I (18 août 2002 - 7 janvier 2005)
- Gouvernement Isidore Mvouba (I) (7 janvier 2005 - 3 mars 2007)
- Gouvernement Isidore Mvouba (II) (3 mars 2007 - 30 décembre 2007)
- Gouvernement Isidore Mvouba (III) (30 décembre 2007 - 15 septembre 2009)
- Gouvernement Sassou-Nguesso (II) (15 septembre 2009 - 25 septembre 2012)
- Gouvernement Sassou-Nguesso (III) (25 septembre 2012 - 10 août 2015)
- Gouvernement Sassou-Nguesso (IV) (10 août 2015 - 30 avril 2016)
- Gouvernement Clément Mouamba I (30 avril 2016 - 22 août 2017)
- Gouvernement Clément Mouamba II (22 août 2017 - 15 mai 2021)
- Gouvernement Anatole Collinet Makosso (depuis le 15 mai 2021)